# Det namnlösa
"Det namnlösa" är en dikt av Karin Boye ur samlingen Moln från 1922. Den börjar:
Mycket gör ont, som inte har namn.
Bäst är att tiga och ta det i famn.